# Bitschwiller-lès-Thann
Bitschwiller-lès-Thann é uma comuna francesa na região administrativa de Grande Leste, no departamento Alto Reno. Estende-se por uma área de 12,67 km². Em 2010 a comuna tinha 2 011 habitantes (densidade: 158,7 hab./km²).